# Geōrgios Amparīs
Geōrgios Amparīs (in greco Γεώργιος Αμπάρης?; Naoussa, 23 aprile 1982) è un ex calciatore greco, di ruolo portiere.

## Palmarès

### Club

#### Competizioni nazionali
- Campionato rumeno: 1

CFR Cluj: 2011-2012